# Rachia
Rachia is een geslacht van vlinders van de familie tandvlinders (Notodontidae).

## Soorten
- R. nodyna Swinhoe, 1907
- R. plumosa Moore, 1879
- R. striata Hampson, 1892